# Río Merdancho
El río Merdancho es un curso de agua del interior de la península ibérica, afluente del Duero. Discurre por la provincia española de Soria.

## Curso
Nace en la vertiente sur del puerto de Oncala, en el término municipal de Estepa de San Juan. El río, que fluye en dirección suroeste, recibe el agua de diversos arroyos que bajan de las sierras de Alba y Castilfrío. Pasa por los alrededores de localidades como Renieblas, Velilla , Almajano y Ventosilla y termina desembocando en la margen izquierda del Duero. Aunque varias fuentes igual al Moñigón y al Merdancho, el Moñigón es un arroyo diferente, que desemboca en el Merdancho a la altura de Renieblas.
En la entrada correspondiente a Garray del Diccionario geográfico-estadístico-histórico de España y sus posesiones de Ultramar de Pascual Madoz se comenta cómo el «Monigon, conocido tambien con el nombre de Merdancho el cual viniendo del E., desagua en el Duero entre la granja de Garrejo y las ruinas de Numancia». Aparece descrito en la Descripción física, geológica y agrológica de la provincia de Soria de Pedro Palacios con las siguientes palabras:

Río Merdancho.—El río Sotillo, conocido también con el nombre de Moñigón y más generalmente por el de Merdancho, nace en la vertiente meridional del puerto de Oncala, en el sitio llamado El Mirón, del término de Estepa de San Juan, si bien debe la mayor parte de su caudal á varios arroyos que descienden de las sierras de Alba y Castilfrío y se le reunen en los términos de Cirujales, Villares y Almajano. Hasta cerca de su desembocadura su cauce es muy somero, lo que permite aprovechar sus aguas para el riego de pequeñas vegas y prados á su paso por Renieblas, Velilla y Ventosilla, cuyos términos atraviesa sucesivamente en su marcha de NE. á SO. Desagua en la orilla izquierda del Duero bajo el cerro de la antigua Numancia, á los 25 quilómetros de su nacimiento. Este río, aun cuando sometido al régimen variable de los arroyos que le forman, es siempre de corto caudal.
(Palacios, 1890, pp. 93-94)

Las aguas del río, perteneciente a la cuenca hidrográfica del Duero, terminan vertidas en el océano Atlántico.